# Robert Crispin
Robert of Rogier Crispin (Frans: Crépin; gestorven: 1073) was een Normandische huurling die actief was in de Reconquista en voor het Byzantijnse Rijk.

## Biografie
Robert Crispin was afkomstig uit een familie uit Normandië. Hij had een oudere broer, Gilbert, en twee zussen, Emma en Esilia. Zijn oudste broer erfde dan ook het familiekasteel van Tillières. Hierop was Robert genoodzaakt zijn fortuin elders te zoeken. Kroniekschrijver Amatus van Montecassino noemde hem als de leider van de Normandische troepen die deelnamen aan de Kruistocht van Barbastro.
Kort voor 1069 trad Crispin in dienst van het Byzantijnse Rijk en vocht hij aan het oostfront tegen de Seltsjoeken. Toch ontstonden daar algauw problemen tussen hem en de Byzantijnen. In de veronderstelling dat hij te weinig geld kreeg begon hij de lokale belastinginners te overvallen. Toen keizer Romanos IV Diogenes dit nieuws kreeg gaf hij opdracht tot het aanvallen van deze huurling. Een eerste aanval sloeg Crispin af en daarop stuurde Romanos een leger van vier tagmata op hem af.
Hun verrassingsaanval slaagde niet en hierop besloot Romanos zelf in actie te komen. Crispin besloot vervolgens om zich over te geven in ruil voor amnestie. De keizer dagvaardde hem toch op beschuldiging van samenzwering. Hij werd op enig punt gerehabiliteerd en vocht vervolgens aan Byzantijnse zijde bij de Slag bij Manzikert, maar na de slag vocht hij met zijn Frankische huurlingen weer tegen keizer Romanos. Crispin overleed in 1073 en Roussel de Bailleul erfde daarop het bevel over diens manschappen.